# Selborne Boome
Pas d'image ? Cliquez ici

a Compétitions nationales et continentales officielles uniquement.

b Matchs officiels uniquement.
Dernière mise à jour le 14 septembre 2018.
Christopher Selborne Boome, né le 16 avril 1975 à Somerset West (Afrique du Sud), est un joueur de rugby à XV sud-africain qui joue avec l'équipe d'Afrique du Sud. Il évolue au poste de deuxième ligne (1,98 m et 108 kg).
Il évolue dans le Super 12 (devenu le Super 14) sous les couleurs des Stormers, une franchise de rugby à XV d'Afrique du Sud basée au Cap, principalement constituée de la province sud-africaine de Currie Cup de la Western Province.
Et donc dans le championnat des Provinces, il défend les couleurs de la Western Province.
Il tente l'aventure en 2000-2002 en France à Clermont-Ferrand mais tout joueur parti à l'étranger n'est plus sélectionnable, il revient au pays en 2002 pour pouvoir disputer la Coupe du monde de rugby 2003 où il dispute trois matchs, barré par la fameuse paire Bakkies Botha - Victor Matfield. 

## Carrière

### En équipe nationale
Il a effectué son premier test match avec les Springboks le 12 juin 1999 à l’occasion d’un match contre l'équipe d'Italie.
Il a disputé la coupe du monde 2003 (3 matchs).

## Palmarès

### Avec les Springboks
- 20 sélections
- 1 essai
- Sélections par saison : 7 en 1999, 3 en 2000, 10 en 2003.
- Participation à la coupe du monde 2003 (3 matchs).